# 1743 у науці
У 1743 році в науці й техніці відбулися такі важливі події.

## Астрономія
- 29 листопада — відкриття C/1743 X1, «Великої комети 1744 року» Яном де Мунком у Мідделбурзі, а згодом де Шезо та Клінкенбергом.[1]

## Геологія
- Сер Крістофер Паке складає геологічну карту Південно-Східної Англії.

## Метрологія
- 19 травня — французький фізик Жан-П'єр Крістін з Ліона публікує конструкцію ртутного термометра. Шкала, на відміну від шкали Цельсія, поділена на 100 градусів, де нуль встановлено при температурі танення льоду, а 100 — при температурі киплячої води.

## Фізіологія і медицина
- 2 червня — британський хірург Вільям Хантер представляє свою статтю «Про структуру та захворювання суглобових хрящів».

## Нагороди
- Медаль Коплі: Авраам Трамбле.[2]

## Народились
- 13 лютого — Джозеф Бенкс (помер 1820), англійський ботанік.
- 23 лютого — Карло Веррі (помер 1823), італійський політик і агроном.
- 28 лютого — Рене-Жюст Гаюї (помер 1822), французький мінералог.
- 13 квітня — Томас Джефферсон (помер 1826), батько-засновник і 3-й президент Сполучених Штатів та винахідник.
- 3 червня — Лючія Галеацці Гальвані (померла 1788), італійський учений.
- 16 вересня — Жак-Жозеф Юге де Сен-Мартен (помер 1824), французький агроном.
- 17 серпня — Еберхард Август Вільгельм фон Циммерман (помер 1815), німецький географ і зоолог.
- 26 серпня — Антуан Лавуазьє (помер 1794), французький хімік.
- 4 вересня — Жан-Клод Деламетері (помер 1817), французький натураліст, мінералог, геолог і палеонтолог.
- 17 вересня — маркіз де Кондорсе (помер 1794), французький математик, філософ і політолог.
- 20 жовтня — Франсуа Шопарт (помер 1795), французький хірург.
- 8 листопада — Йоганн Крістіан Людвіг Хеллвіг (помер 1831), німецький ентомолог.
- 11 листопада — Карл Петер Тунберг (помер 1828), шведський ботанік.
- 1 грудня — Мартін Генріх Клапрот (помер 1817), німецький хімік.
- Елізабет Крістіна фон Лінней (померла 1782), шведський ботанік.

## Померли
- 4 січня — Ансельмо Бандурі (нар. 1671), італійський археолог, нумізмат і бібліотекар.
- 2 травня — Крістіан Август Хаузен (нар. 1693), німецький математик, фізик, астроном.
- 9 червня — Луї Лемері (нар. 1677), французький лікар, ботанік і хімік.
- Джейн Сквайр (нар. 1686), англійська наукова письменниця.